# Хрущёвка (Харьковская область)
Хрущёвка (укр. Хрущівка) — село,
Ольшанский сельский совет,
Двуречанский район,
Харьковская область, Украина.

## Географическое положение
Село Хрущёвка примыкает к селу Першотравневое.

## История
Присоединено к селу Першотравневое в ? году.